# Márta Giba
Márta Takácsné Giba, född 1943 i Budapest, är en ungersk före detta handbollsspelare (högersexa) och världsmästare, som valdes till årets ungerska handbollsspelare 1971.

## Karriär
Giba spelade för Ferencvárosi TC mellan 1962 och 1980. Hon vann tre ungerska mästerskap med klubben och lika många ungerska cuptitlar. Hon vann även cupvinnarcupen 1978 med Ferencváros.
Hon spelade 68 gånger för det ungerska landslaget enligt engelska Wikipedia och en annan källa men uppger själv 139 landskamper under 14 år 1962 till 1976 Hon slutade innan OS 1976. De främsta meriterna med Ungerns damlandslag i handboll var guldet vid Världsmästerskapet i handboll för damer 1965. Hon vann även två bronsmedaljer, vid VM 1971 och VM 1973.

## Meriter i klubblag
- Nemzeti bajnokság (ungerska ligan)
  - : 1968, 1969, 1971
- Magyar Kupa (ungerska cupen)
  - : 1967, 1970, 1977
- EHF Champions League
  - : 1971
- Cupvinnarcupen i handboll
  - : 1978
  - : 1979

## Individuella utmärkelser
- Årets ungerska handbollsspelare: 1971[8]